# Porfírio da Sérvia
Porfírio (em sérvio:  Порфирије, transl. Porfirije; nascido Prvoslav Perić, em sérvio:  Првослав Перић; Bečej, 22 de julho de 1961) é um clérigo ortodoxo e filantropo sérvio, Bispo da Igreja Ortodoxa Sérvia. Desde 19 de fevereiro de 2021 é o Patriarca Sérvio. Seu título completo é Sua Santidade, o Arcebispo de Peć, Metropolita de Belgrado e Karlovac e Patriarca Sérvio.

## Biografia

### Primeiros anos
Prvoslav Perić (em sérvio:  Првослав Перић) nasceu em 22 de julho de 1961 em Bečej, na Sérvia, então parte da Iugoslávia. Seus pais, Radivoje e Radojka Perić, tinham origem em Osinja, vilarejo em Derventa, hoje parte da Bósnia e Herzegovina. Recebeu sua educação primária em Čurug, e terminou sua secundária em Novi Sad em 1980. Chegou a cursar arqueologia na Universidade de Belgrado, mas logo passou a estudar teologia.

### Carreira eclesiástica
Em 11 de abril de 1986, Prvoslav foi tonsurado monge por seu pai espiritual, o Hieromonge Irineu (Bulović), escolhendo o nome de Porfírio (em sérvio:  Порфирије, transl. Porfirije), e em 23 de junho foi ordenado hierodiácono pelo Bispo Paulo de Raška e Prizren, que viria a tornar-se Patriarca Sérvio. Formou-se em 1987, mesmo ano em que iniciou seus estudos de pós-graduação na Universidade de Atenas, que concluiria em 1990. Em 21 de novembro de 1990, foi ordenado hieromonge por seu pai espiritual Irineu, agora Bispo de Bačka, e apontado hegúmeno do Mosteiro de Kovilj, em Kovilj, Novi Sad, Diocese de Bačka, mosteiro ao qual se unira em 6 de outubro do mesmo ano e onde foi ordenado.

#### Vicariato Episcopal de Eger
Em 14 de maio de 1999, foi eleito Bispo Vigário de Eger, para servir como Vigário da Diocese de Bačka, sendo consagrado na Catedral de São Jorge, em Novi Sad, pelo Patriarca Paulo em 13 de junho, e tornando-se o primeiro titular da Sé desde que a mesma fora fundida em Bačka em 1713. Apesar de deixar o hegumenato, permaneceu com o Mosteiro de Kovilj por sé. A cerimônia de consagração contou com diversos representantes da Grécia, e teve como coconsagradores Basílio de Elassona, Ambrósio de Sérvia e Cozani (ambos sob jurisdição canônica da Igreja Ortodoxa de Constantinopla, mas administrativamente da Igreja da Grécia), Basílio de Zvornik e Tuzla, Basílio de Sírmia, Crisóstomo de Banato, Irineu de Bačka, Pacômio de Vranje, Luciano do Campo de Osijek e de Barânia, Inácio de Braničevo, Filareto de Mileševa, Fócio da Dalmácia e Gregório da Zaclúmia (todos estes da Igreja Ortodoxa Sérvia).
Em 2002, Porfírio tornou-se Presidente da Associação Privrednik, dedicada a angariar fundos para a educação de estudantes de baixa renda. Em 2004, concluiu um doutorado da Universidade de Atenas. Seu ministério após retornar à Sérvia foi caracterizado pela criação de comunidades para o tratamento de viciados em drogas, com a criação em 2005 de um grande centro de tratamento no Mosteiro de Kovilj chamado "Terra dos Vivos" (em sérvio:  Земља живих, transl. Zemlja živih). Até 2021, o centro teria tratado de mais de quatro mil pacientes. Em 2008, tornou-se Presidente da Agência de Radiodifusão Republicana, agência de regulação midiática na República da Sérvia. Em 2010, tornou-se o primeiro capelão das Forças Armadas da Sérvia, contribuindo para o diálogo entre estas e a Igreja Ortodoxa Sérvia e as Forças Armadas até deixar o posto em 2011.
Após deixar a sé de Eger, Porfírio foi sucedido por Jerônimo.

#### Metropolia de Zagrebe e Liubliana
Em 2014, deixou a Sé de Eger para suceder João como Metropolita de Zagrebe e Liubliana (sendo eleito em maio e entronado em 13 de julho), deixando a presidência da Agência de Radiodifusão Republicana e o Mosteiro de Kovilj. Após sua entronação como o novo Patriarca Sérvio em fevereiro de 2021, Porfírio tornou-se administrador da Metropolia de Zagrebe e Liubliana como lugar-tenente, até a eleição do novo bispo metropolitano.

#### Patriarcado
Em 18 de fevereiro de 2021, após um ofício de agradecimento celebrado por Crisóstomo de Dabar-Bósnia, o sínodo da Igreja Ortodoxa Sérvia, reunido em Belgrado, elegeu Porfírio como o 46.º Patriarca da Sérvia, sucedendo o Patriarca Irineu, falecido em 20 de novembro de 2020 por COVID-19. Como é tradicional, seguiram-se cantos de "é digno" (em sérvio:  Достојан!, transl. Dostojan!) e "muitos anos" (em sérvio:  На многе године, transl. Na mnoge godine!), e um sino anunciando a eleição foi tocado às 16h. Apesar de Porfírio ter sido o mais votado, com 31 votos, não foi imediatamente eleito. Conforme a tradição ortodoxa sérvia, seu nome foi posto dentro de uma cópia do Evangelho com os dois outros mais votados: Irineu de Bačka (com 30 votos) e Efraim de Banja Luka (com 24 votos). O nome de Porfírio foi sorteado pelo Arquimandrita Mateus (em sérvio:  Матија, transl. Matija), do Mosteiro de Sisojevac.
Às 11 da manhã do dia 19 de fevereiro, após celebração da Divina Liturgia, Porfírio foi entronado Patriarca na Catedral de São Miguel, em Belgrado, em cerimônia com a presença de convidados como Aleksandar Vučić (Presidente da Sérvia), Milorad Dodik (Copresidente da Bósnia e Herzegovina), Bratislav Gašić (Diretor da Agência de Informação de Segurança), Željka Cvijanović (Presidenta da República Sérvia), Radovan Višković (Primeiro-Ministro da República Sérvia), Maja Gojković (Ministra da Cultura e da Informação da Sérvia), Felipe e Danica Karađorđević (membros da Casa de Karađorđević), Aleksandar Vulin (Ministro de Assuntos Interiores da Sérvia), Zlatibor Lonča (Ministro da Saúde da Sérvia), Darija Kisić Tepavčević (Ministra do Trabalho, do Emprego e das Políticas de Veteranos e Sociais da Sérvia), Luciano Suriani (Núncio Apostólico para a Sérvia), Stanislav Hočevar (Arcebispo de Belgrado da Igreja Católica Romana), Mustafa Jusufspahić (Mufti da Sérvia) e representantes dos sérvios de Montenegro, Croácia e Macedônia do Norte, assim como de instituições culturais e científicas da Sérvia.
A cerimônia de entronação no Mosteiro Patriarcal de Peć ainda tinha data pendente à altura da entronação em Belgrado.

##### Primeiras atividades
Em 25 de fevereiro, Porfírio se encontrou com o presidente sérvio Aleksandar Vučić. Após a reunião, ele afirmou que não é um político porque pensa que a Igreja Ortodoxa Sérvia é "um organismo conciliador que tem como objetivo coletar, construir pontes, lâminas cegas e superar a polarização". Em 27 de fevereiro, Porfírio visitou Majske Poljane e Glina, áreas afetadas pelo terremoto Petrinja de 2020, e se reuniu com a comunidade sérvia de lá. Foi a sua primeira visita pastoral. Em 3 de março, Porfírio acabou em auto-isolamento após entrar em contato com uma pessoa com COVID-19. Em março e abril, Porfírio se reuniu com vários diplomatas estrangeiros em Belgrado, como embaixadores da Áustria, Bielorrússia, Bélgica, Chipre, Grécia, Hungria, Itália, Israel, Romênia, Rússia e Ucrânia, bem como o embaixador sérvio na Bulgária, a embaixadora britânica Sian MacLeod, o embaixador dos EUA Anthony Godfrey e o ministro cipriota das Relações Exteriores, Nikos Christodoulides.

##### Ecumenismo e diálogo inter-religioso
Por ocasião do feriado islâmico Eid al-Fitr em maio de 2021, Porfírio expressou seu anseio de participar na construção de relações entre cristãos ortodoxos e muçulmanos.

### Educação

#### Carreira acadêmica
Após obter o doutorado na Universidade de Atenas em 2004, Porfírio tornou-se docente no Departamento de Catecética e Teologia Pastoral da Faculdade de Teologia Ortodoxa Oriental da Universidade de Belgrado. Como docente, foi reeleito em 2010. Em 2015, Porfírio tornou-se professor associado. Nesse departamento, ele sucedeu ao acadêmico Vladeta Jerotić, com quem trabalhou em vários campos durante anos.
Como professor da Universidade de Belgrado, Porfírio ensinou estudos básicos em Teologia Pastoral com Psicologia e Teologia do Novo Testamento, bem como em outras disciplinas nos programas de pós-graduação e doutorado. Ele também participou da iniciação e promoção do Instituto Bíblico na Faculdade de Teologia Ortodoxa Oriental.

##### Ensino superior
Em 1986, Porfírio recebeu seu diploma de bacharel em teologia ortodoxa oriental pela Universidade de Belgrado, quando o bispo Paulo de Raška e Prizren (então futuro patriarca sérvio) o ordenou hierodiácono no Mosteiro da Santíssima Trindade em Mušutište, PSA de Cossovo. Fez pós-graduação na Universidade de Atenas de 1986 a 1990. Doutorou-se em Atenas em 2004, com a tese Possibilidade de cognoscibilidade de Deus no entendimento de São Paulo segundo a interpretação de São João Crisóstomo.

#### Línguas
Porfírio fala sérvio, grego, inglês, alemão e russo.

## Distinções

### Títulos episcopais
- 1999—2014: Sua Graça, o Bispo Vigário de Eger Porfírio (em sérvio:  Његово Преосвештенство викарни епископ јегарски Порфирије, transl. Njegovo Preosveštenstvo vikarin episkop jegarski Porfirije)[41]
- 2014—2021: Sua Eminente Graça, o Metropolita de Zagrebe e Liubliana Porfírio(em sérvio:  Његово Високопреосвештенство Митрополит загребачко-љубљански Порфирије, transl. Njegovo Visokopreosveštenstvo Mitropolit zagrebačko-ljubljanski Porfirije)[42]
- 2021—atualidade: Sua Santidade, o Arcebispo de Peć, Metropolita de Belgrado e Karlovac e Patriarca Sérvio, Senhor Porfírio (em sérvio:  Његова Светост Архиепископ пећки, Митрополит београдско-карловачки и Патријарх српски господин Порфирије, transl. Njegova Svetost Arhiepiskop pećki, Mitropolit beogradsko-karlovački i Patrijarh srpski gospodin Porfirije)[43]

### Prêmios
- Suécia: Prêmio do Colégio Santo Inácio de Estocolmo, "por sua contribuição para a reconciliação das pessoas nos Balcãs e pelo trabalho dedicado à promoção da unidade entre os cristãos", 2016;[44][45]
- Croácia: Reconhecimento da Associação de Liberdade Religiosa na República da Croácia, por sua contribuição pacífica para a promoção da cultura do diálogo e das liberdades religiosas, 2019.[44]

## Posicionamentos

### Relações domésticas
Em março de 2021, Porfírio afirmou que o território disputado do Kosovo era e continua a fazer parte da Sérvia e que "o referendo sobre isso ocorreu em 1389", referindo-se à Batalha medieval do Kosovo, bem como à herança cultural e espiritual sérvia no Kosovo. Em maio de 2021, ele se encontrou com a Ministra da Justiça sérvia, Maja Popović, para melhorar a cooperação com o Ministério da Justiça sérvio a fim de proteger a herança da Igreja Ortodoxa Sérvia em Kosovo, bem como uma posição social e material de monasticismo.